# Meendinho
Meendinho foi um jogral galego medieval, de quem nos chegou apenas uma única, mas extraordinária, cantiga de amigo, escrita em galego-português, cujo cenário é a ermida de São Simão, na Ria de Vigo.
```
Sedia-m'eu na ermida de San Simion, Meendinho.
Sedia-m'eu na ermida de San Simion
e cercaron-mi as ondas, que grandes son,
eu atendendo meu amigo.
Estando na ermida ant'o altar,
cercaron-mi as ondas grandes do mar,
eu atendendo meu amigo.
E cercaron-mi as ondas, que grandes son:
non hei i barqueiro, nen remador,
eu atendendo meu amigo.
E cercaron-mi as ondas do alto mar:
non hei i barqueiro, nen sei remar,
eu atendendo meu amigo.
Non hei i barqueiro, nen remador:
e morrerei fremosa no mar maior,
eu atendendo meu amigo.
Non hei i barqueiro, nen sei remar:
e morrerei eu fremosa no alto mar,
eu atendendo meu amigo.
[
2
]
```